# Rapunzel - L'intreccio della torre
Rapunzel - L'intreccio della torre (Tangled) è un film d'animazione del 2010 diretto da Nathan Greno e Byron Howard.
Si tratta di un lungometraggio d'animazione in CGI prodotto da Walt Disney Animation Studios, nonché il 50º Classico Disney ed è basato sulla fiaba tedesca Raperonzolo pubblicata dai fratelli Grimm. È uscito nelle sale americane il 24 novembre 2010, mentre in quelle italiane il 26 novembre.
È finora il 7º Classico di Walt Disney Animation Studios ad aver incassato di più nella storia, con un incasso totale di 591794936 $; tuttavia, essendo inoltre il film più costoso nella storia dei Classici Disney con un budget di oltre $267 milioni, ebbe di fatto un incasso tiepido che a malapena superò il pareggio.

## Trama
Un giorno una goccia di Sole cade sulla Terra, dando vita ad un magico fiore dorato, capace di curare ogni male. Un'anziana donna di nome Gothel trova il fiore e inizia ad usarlo per restare sempre giovane e bella. Secoli dopo, in un regno vicino, la regina incinta sta per avere una bambina, ma si ammala gravemente e l'unica speranza di sopravvivenza è proprio il magico fiore d'oro. Le guardie allora partono alla ricerca del fiore e, una volta trovato, lo portano via senza che Gothel possa fare nulla per fermarli. La regina beve un infuso ricavato dal fiore e guarisce, dando alla luce una bambina con i capelli dorati, Rapunzel.
Gothel, temendo di invecchiare, si intrufola di notte nel castello, dove trova la piccola principessa. Comincia poi a cantare per vedere se la magia del fiore si è trasferita in lei; la sua ipotesi è esatta: i capelli di Rapunzel si illuminano e Gothel torna giovane come quando usava l'incantesimo del fiore. Dopo aver scoperto che tagliando i capelli essi diventano scuri e perdono di potere, Gothel decide di rapire Rapunzel. Il re e la regina iniziano a cercare la figlia, ma nel regno non se ne trova traccia: da allora liberano migliaia di lanterne ogni anno nel giorno del compleanno di Rapunzel, nella speranza che la riconducano a casa.
Passano gli anni e Gothel ha rinchiuso Rapunzel in una torre isolata in mezzo alla foresta per tenerla nascosta al resto del mondo. La ragazza ormai sta per compiere 18 anni e con i suoi lunghissimi capelli dorati fa salire e scendere dalla torre Gothel, che crede sia sua madre. Nel corso degli anni, a ogni suo compleanno, Rapunzel vede migliaia di luci alzarsi nel cielo; ogni volta la ragazza esprime il desiderio di vederle, ma Gothel glielo nega.
Intanto il furfante Flynn Rider, con due suoi complici, i fratelli Stabbington, si intrufola nella reggia reale per rubare il diadema della principessa perduta. I tre scappano nella foresta inseguiti dalle guardie reali, ma Flynn tradisce i suoi compagni e riesce a fuggire con la corona. Dopo varie peripezie, Flynn si imbatte nella torre di Rapunzel e, credendo che sia disabitata, decide di nascondersi lassù. Rapunzel, spaventata e convinta che Flynn voglia i suoi capelli, lo tramortisce, lo lega con la propria chioma e nasconde il diadema. Gothel, ignara di tutto, parte per un breve viaggio lasciando la ragazza da sola. La giovane vede in Flynn l'unica speranza per uscire dalla torre, così stringe con lui un patto: se Flynn le farà da guida portandola a vedere le luci, lei gli restituirà il diadema.
Il giovane accetta e, fuggita dalla torre, Rapunzel comincia a scoprire le bellezze del mondo con Flynn; col tempo i due sviluppano un sentimento d'amore reciproco. Rapunzel e Flynn sono però inseguiti da Gothel, che ha scoperto la fuga, e dalle guardie reali che cercano il ladro. Gothel, servendosi dei fratelli Stabbington, desiderosi di vendetta, tende una trappola a Rapunzel facendole credere che Flynn non solo non l'ama, ma anche che sia fuggito con il diadema, abbandonandola, quando in realtà egli è già stato catturato. In lacrime, Rapunzel fa ritorno alla torre, mentre Eugene (il vero nome di Flynn) viene condannato all'impiccagione. Rimasta sola nella torre con Gothel, Rapunzel nota come i disegni sulle cortine, dipinti da lei stessa, presentino tutti quanti un simbolo più o meno nascosto: un sole. Improvvisamente si ricorda delle sue origini e decide dunque di affrontare Gothel.
Nel frattempo, Eugene riesce a scampare alla morte con l'aiuto di alcuni fuorilegge con cui Rapunzel aveva stretto amicizia e torna alla torre, dove Rapunzel è tenuta legata e imbavagliata. Una volta giunto in cima, viene però pugnalato da Gothel, che vuole scappare con la ragazza. Vedendo Eugene morente, Rapunzel supplica Gothel di permetterle di guarirlo con i suoi capelli magici in cambio della promessa di seguirla ovunque lei vorrà, senza mai più tentare la fuga. Gothel acconsente, ma Eugene preferisce morire piuttosto che permettere che la ragazza perda la sua libertà, così si avvicina a Rapunzel e ne approfitta per tagliarle di netto i capelli, che si scuriscono e perdono tutta la loro magia. Gothel comincia così a invecchiare a vista d'occhio: a causa della disperazione non si regge più, inciampa nei capelli tagliati di Rapunzel e muore diventando polvere mentre precipita dalla torre.
Rapunzel, al capezzale di Eugene, che le rivela il suo amore, tenta invano di salvarlo utilizzando il potere che ormai i suoi capelli non possiedono più. Una sua lacrima però cade sulla guancia del giovane, scatenando la magia che prima era nei capelli della ragazza e guarendo in tempo la ferita di Eugene, che si riprende. Rapunzel è finalmente libera di tornare dai suoi veri genitori. Nel regno si tiene una grande festa per celebrare il ritorno della principessa e dopo qualche tempo Rapunzel ed Eugene si sposano, vivendo per sempre felici e contenti.

## Personaggi
- Rapunzel: è la bellissima principessa protagonista della storia, ha 18 anni e il suo sogno è vedere le lanterne che volano nel cielo ogni anno la notte del suo compleanno. Da quasi 18 anni vive rinchiusa per mano di Madre Gothel in un'altissima torre, da cui sogna di fuggire. Si innamora di Flynn / Eugene che l'aiuterà nel suo viaggio. Usa i suoi lunghi capelli biondi come una fune per calarsi dalla torre. È sempre scalza (gira a piedi nudi ovunque, anche nelle strade del paese). È doppiata in inglese da Mandy Moore e Delaney Rose Stein (da bambina) e in italiano da Laura Chiatti e Lucrezia Cesari (da bambina).
- Eugene Fitzherbert / Flynn Rider: è un giovane ladro, coraggioso e impulsivo, che ruba il diadema della principessa perduta (e durante il colpo, lui stesso tradisce i suoi ex complici dimostrando di essere un individuo disonesto e sleale). Ha 24 anni e dimostra la sua bontà d'animo solo a Rapunzel, di cui si innamora aiutandola nel suo viaggio. È doppiato in inglese da Zachary Levi e in italiano da Giampaolo Morelli (dialoghi) e Massimiliano Alto (canto).
- Madre Gothel: è l'antagonista principale del film; una donna malvagia, astuta, egoista, egocentrica, vanitosa, senza scrupoli e ossessionata dall'eterna giovinezza. È vecchissima, ma usa costantemente la magia dei capelli di Rapunzel, dalla quale è completamente ossessionata, per rimanere giovane. All'inizio si finge la madre naturale di Rapunzel, ma in realtà è solo interessata al potere magico dei suoi capelli. Alla fine verrà sconfitta: dopo che Eugene taglia i capelli di Rapunzel, Gothel invecchia di colpo e nella disperazione del momento, inciampa su di essi precipitando dalla torre, diventando polvere e morendo. È doppiata in inglese da Donna Murphy e in italiano da Giò Giò Rapattoni.
- Pascal: è un piccolo camaleonte, compagno di giochi di Rapunzel. Ha una personalità sveglia e sospettosa, che già dall'inizio mal sopporta la monotona vita che conduce nella torre. All'inizio non prova ammirazione per Eugene, ma dopo aver visto quanto forte è il suo amore per Rapunzel diventa suo amico. Anche lui ha una storia: quando era piccolo un serpente inseguì lui e sua madre e lei si sacrificò per salvargli la vita. Mentre cercava rifugio trovò la torre in cui viveva Rapunzel, ma il serpente era riuscito ad inseguirlo e così Pascal venne morso, ma Rapunzel lo salvò con la magia dei suoi capelli. Da lì diventarono migliori amici.
- Maximus: è il cavallo capo della guardia reale. Inizialmente è la nemesi di Eugene, sebbene non sia cattivo. È un cavallo altruista, con un forte senso della giustizia e talvolta si comporta come un cane. Sebbene al principio voglia catturare Eugene, accetta con riluttanza di non catturarlo, ma verso la fine della vicenda lui stesso aiuta Eugene, evitando che venga condannato a morte.
- I fratelli Stabbington: antagonisti secondari del film. All'inizio sono complici di Eugene, ma poi questi ultimi lo tradiscono e lo fanno catturare dalle guardie del regno. Entrambi sono avidi, crudeli e spietati. Solo uno dei due parla, perché l'altro ha una cicatrice sulla bocca. Per vendicarsi di Eugene che li ha raggirati, si alleano con Madre Gothel. Sono doppiati in inglese da Ron Perlman e John DiMaggio e in italiano da Pino Insegno.
- Uncino, Nasone, Piccoletto e Vladimir: sono avventori della taverna "Il bell'anatroccolo". Appaiono come sinistri briganti, ma ciascuno di loro ha un sogno nascosto, e si rivelano dei veri amici per Rapunzel e Eugene. Sono doppiati in inglese da Brad Garrett (Uncino), Jeffrey Tambor (Nasone), Paul F. Tompkins (Piccoletto) e Richard Kiel (Vladimir) e in italiano da Mirko Pontrelli (Nasone), Mario Biondi (Uncino), Vladimiro Conti (Piccoletto) e Alessandro Ballico (Vladimir).
- Re Frederic e Regina Arianna del Regno di Corona: sono i veri genitori della principessa Rapunzel. L'hanno cercata fin dal giorno in cui era stata rapita da Gothel. Ogni anno, nel giorno del compleanno della loro figlia perduta, la principessa Rapunzel, lanciano delle lanterne nel cielo come ricordo.

## Produzione
L'idea di un film d'animazione basato sulla fiaba dei fratelli Grimm Raperonzolo nacque inizialmente da Walt Disney intorno agli anni '40-'50, era previsto che uscisse dopo La bella addormentata nel bosco, ma il film fu un flop e poiché il film nelle idee di Walt avrebbe dovuto essere simile, si scelse di accantonare l'idea.
L'idea venne ripresa dall'animatore supervisore della Disney Glen Keane nel 1996. Nel 2001, Keane ha presentato l'idea all'allora CEO della Disney Michael Eisner che l'approvò, ma chiedendo che il film fosse animato al computer. Tuttavia, Keane si rivelò titubante poiché riteneva che l'animazione al computer non fosse così fluida o organica come l'animazione tradizionale.
Alla conferenza SIGGRAPH, dell'agosto 2005, la Disney annunciò la versione parodistica di Raperonzolo in stile Shrek intitolata Rapunzel Unbraided, che prevedeva la seguente trama: le storie d'amore con il lieto fine annoiano una vecchia strega, la quale decide di dar pepe alla sua giornata rapendo due giovani d'oggi (classici teenager un po' ribelli, non propriamente romantici) e di portarli nel mondo delle fiabe. Qui i due vengono trasformati in un principe e in una principessa dai lunghi capelli biondi, inoltre lei viene rinchiusa in una torre.
Nell'ottobre 2005, Glen Keane (celebre animatore della Disney e iniziale regista del film dal 2002 al 2008) annunciò che la pellicola sarebbe stata fedele alla fiaba classica, eliminando pertanto ogni riferimento alla modernità, presente invece nella versione Unbraided. La nuova trama elaborata da Glen Keane, e successivamente dal co-regista Dean Wellins, era molto fedele alla storia originale dei Fratelli Grimm, ma prevedeva atmosfere molto oscure.
Nel settembre 2008, Glen Keane e Dean Wellins lasciarono la regia del film, così il loro ruolo venne ereditato da Nathan Greno e Byron Howard, i quali mantennero la trama generale fedele alle linee guida stabilite da Glen Keane, ma rinnovandolo, rendendolo innanzitutto un musical (riprendendo dunque la classica formula di animazione e canzoni tipica dei film Disney degli anni novanta).
Inizialmente, Glen Keane voleva che il film fosse animato utilizzando un tradizionale processo di animazione 2D. Tuttavia, i dirigenti della Disney David Stainton e Dick Cook annunciarono che avrebbero approvato il film per la produzione solo se fosse stato creato utilizzando la computer grafica 3D. In risposta a tale richiesta, Glen Keane tenne un seminario chiamato "The Best of Both Worlds", dove lui, con 50 artisti Disney CGI e artisti tradizionali, si è concentrato sui pro e i contro di ogni stile. Dopo l'incontro si decise che il film sarebbe stato realizzato in animazione 3D CG, ma in modo da diventare un'estensione della tradizionale "estetica" Disney 2D, termine che si riferiva all'animazione naturalistica conforme ai principi fondamentali dell'animazione come documentato da Frank Thomas e Ollie Johnston nel libro The Illusion of Life: Disney Animation.
Il film è stato realizzato utilizzando immagini generate al computer (CGI), sebbene Rapunzel sia stato modellato sull'aspetto tradizionale dei dipinti ad olio su tela. I dipinti rococò dell'artista francese Jean-Honoré Fragonard, in particolare L'Altalena, sono stati usati come riferimento per lo stile artistico del film, uno stile descritto da Keane come "romantico e lussureggiante". Per creare l'impressione di un dipinto, non è stato utilizzato il rendering fotorealistico. Il film ha impiegato uno stile artistico unico fondendo insieme caratteristiche di immagini generate al computer (CGI) e animazione tradizionale utilizzando un rendering non fotorealistico per creare l'impressione di un dipinto. Il compositore Alan Menken, che lavorò a precedenti film d'animazione Disney, è tornato per comporre la colonna sonora del film.
Nel film si rinviene una differenza sostanziale tra i dettagli dell'abito indossato da Rapunzel e quello indossato dall'antagonista Madre Gothel. Il vestito di Gothel proviene dal Medioevo, mentre il film si svolge circa nell'anno 1780. Questa scelta è stata fatta nel tentativo di enfatizzare ulteriormente come i due personaggi siano incompatibili tra loro, oltre che a rivelare il segreto della vera età di Madre Gothel.
Dopo il flop economico de La principessa e il ranocchio, il titolo originale del film venne cambiato da Rapunzel in Tangled per riuscire a commercializzare il film in modo più neutrale rispetto al genere, scelta fortemente criticata dall'animatore veterano Floyd Norman definendola solo una mera trovata per accaparrarsi più pubblico possibile.

## Colonna sonora
La colonna sonora è stata composta da Alan Menken (compositore strumentale) e Glenn Slater (paroliere). Tutti i brani originali sono cantati dalla cantautrice e attrice statunitense Mandy Moore, che dà la voce ufficiale a Rapunzel e dall'attore Zachary Levi, voce ufficiale di Eugene. I testi italiani sono invece opera di Lorena Brancucci.

## Distribuzione
Il film è uscito nelle sale cinematografiche statunitense il 24 novembre 2010, mentre in Italia il 26 novembre per la versione 3D e il 3 dicembre per la versione 2D.

## Accoglienza

### Incassi
Nella prima settimana in Nord America ha incassato 19939246 $, mentre l'incasso totale è stato di 200821936 $. In Italia la prima settimana ha incassato 1861000 €, e in totale 10548000 €. In tutto il mondo ha incassato 600 milioni di dollari a fronte di un budget di 260 milioni.

### Critica
Il film è stato ben accolto dalla critica. Rotten Tomatoes gli ha assegnato un punteggio di 89% sulla base di 225 recensioni con una media voto del 7.5, su Metacritic ha un punteggio metascore di 71 su 100.

## Riconoscimenti
- 2011 - Premio Oscar
  - Candidatura per la migliore canzone per I See the Light
- 2011 - Golden Globe
  - Candidatura per il miglior film d'animazione
  - Candidatura per la migliore canzone originale per I See the Light
- 2012 - Grammy Award
  - Miglior canzone scritta per i media visivi per I See the Light
  - Candidatura alla miglior colonna sonora per i media visivi

## Altri media
- Il 2 ottobre 2011, Rapunzel è stata incoronata ufficialmente come 10ª Disney Princess durante un evento promozionale tenutosi a Kensington Palace a Londra.[5]
- Nel film Frozen - Il regno di ghiaccio (uscito 3 anni dopo), al castello di Anna e Elsa tra gli invitati appaiono Rapunzel e Eugene.
- In Zootropolis (2016) viene venduto il film pirata "Wrangled", in cui Rapunzel è raffigurata come una puledra dalla lunga criniera bionda.
- In Kingdom Hearts 3 appare "Il Regno di Corona" tra i mondi che visitano Sora, Paperino e Pippo.
- Rapunzel appare nell'episodio " La maledizione della Principessa Ivy" della seconda stagione di Sofia la principessa. Appare poi,insieme a tutte le altre principesse nell' ultimo episodio" Per sempre principessa".
- In Ralph Spacca Internet, Rapunzel è uno dei personaggi che appaiono nella pellicola, insieme alle principesse Disney.
- Un romanzo tratto dal film e scritto da Liz Braswell è stato pubblicato dalla Giunti editore con il titolo Ciò che un giorno era mio: nell'opera si racconta la stessa storia, ma con un twist differente, rispondendo alla domanda E se la regina avesse bevuto la pozione sbagliata?.[6]
- Nel cortometraggio Once Upon a Studio, Rapunzel si unisce agli altri personaggi per festeggiare il centenario Disney e fare la foto di gruppo, in una scena, cerca di difendere Clarabella da Kaa, dandogli una spadellata.

## Cortometraggio Sequel
Nell'agosto 2011, in occasione del D23 Expo, la Disney annunciò di lavorare a una sorta di sequel del film, un cortometraggio intitolato Rapunzel - Le incredibili nozze (Tangled Ever After), da trasmettere su Disney Channel, e nuovamente diretto da Nathan Greno e Byron Howard, già registi del film. L'attesa e la curiosità scatenatesi in rete, ha in seguito fatto cambiare idea alla Disney, che ha preferito farlo esordire negli Stati Uniti d'America al cinema il 13 gennaio 2012 insieme alla riedizione de La bella e la bestia in 3D.
La storia riprende proprio dove si era interrotto Rapunzel - L'intreccio della torre. Il regno è in festa dopo il ritorno della principessa e il popolo si sta radunando per festeggiare le nozze di Rapunzel con Eugene; durante lo svolgimento della cerimonia, il camaleonte Pascal e il destriero Maximus, perdono le fedi. Si scatena quindi una ricerca frenetica per ritrovarle prima che qualcuno si accorga della loro scomparsa. Nella buffa impresa si lasceranno alle spalle una scia di guai senza precedenti prima di arrivare all'agognato lieto fine. Rapunzel ed Eugene finalmente ufficializzano il matrimonio, mentre Maximus e Pascal, urtando e facendo scivolare via il tavolo della torta nuziale, fanno presagire nuove gag in arrivo.

## Serie televisiva
Il 3 giugno 2015 è stato annunciato che da Rapunzel - L'intreccio della torre sarà tratta una serie televisiva che si svolgerà dopo gli eventi raccontati dal film ma prima di quelli del corto Rapunzel - Le incredibili nozze, e sarà trasmessa a partire dal 2017 sul canale televisivo Disney Channel, dove nella versione originale la Moore e Levi riprenderanno i loro ruoli. La serie, a differenza del film animato al computer, sarà animata in tradizionale 2D. Il 4 marzo 2016 la Disney ha rivelato la trama, il logo e il titolo del film che precederà la serie, Rapunzel - Prima del sì (Tangled: Before Ever After), e ne ha confermato la messa in onda su Disney Channel nel 2017. Il 7 ottobre 2016, la Disney ha rilasciato il trailer ufficiale della serie in cui è stato rivelato il titolo ufficiale, Rapunzel - La serie (Tangled: The Series).

## Edizione italiana
L'edizione italiana del film è stata curata dalla Disney Character Voices International con la supervisione di Roberto Morville, con la direzione del doppiaggio e l'adattamento dei dialoghi curati da Alessandro Rossi. Il doppiaggio italiano e la sonorizzazione della pellicola, invece, sono stati eseguiti dalla Dubbing Brothers Int. Italia. I testi italiani delle canzoni e la direzione musicale sono stati affidati, rispettivamente, a Lorena Brancucci e Ermavilo.
Nell'edizione italiana del film hanno partecipato come doppiatori di Rapunzel, Flynn Rider/Eugene e Uncino Laura Chiatti, Giampaolo Morelli e Mario Biondi.